# Sabiha Gökçen
Sabiha Gökçen (tr; 22 de março de 1913 — 22 de março de 2001) foi uma aviadora turca, reconhecida pelo Guinness World Records como a primeira mulher piloto de combate do mundo. Ao longo da carreira, acumulou cerca de 8 000 horas de voo e participou de 32 operações militares.
Órfã de origem bósnia, segundo fontes oficiais, foi uma das nove crianças adotadas por Mustafa Kemal Atatürk durante visita a Bursa em 1925. Com a Lei do sobrenome (1934), recebeu do “Pai da Pátria” o sobrenome “Gökçen” — derivado de gök, “céu”, significando “pertencente ao céu”.

## Primeiros anos
Frequentou a Escola Primária de Çankaya, em Ancara, e a Üsküdar American Academy, em Istambul. Em 1935, matriculou-se na Türkkuşu, escola civil de aviação da Liga Turca; no mesmo ano foi enviada, com sete colegas homens, à União Soviética para treinamento avançado em planadores.

## Carreira militar
Em 1936, ingressou na Academia de Aviação Militar de Eskişehir, onde pilotou caças e bombardeiros. Recebeu, em 1937, a medalha Murassa da Força Aérea Turca. No ano seguinte, ganhou notoriedade internacional após um voo de cinco dias pelos Bálcãs.

### Instrutora e missões
Nomeada instrutora-chefe da Türkkuşu, atuou até 1955; depois integrou o conselho da entidade. Permaneceu ativa por 28 anos, até 1964. Entre 1953 e 1959, visitou os Estados Unidos como embaixadora informal da mulher turca na aviação.
Em 1996, foi a única mulher incluída no pôster “The 20 Greatest Aviators in History”, publicado pela Força Aérea dos Estados Unidos (USAF).
Seu último voo ocorreu aos 88 anos, a bordo de um Falcon 2000, pilotado por Daniel Acton.

## Polêmica sobre a origem
Em 2004, o jornal armênio-turco Agos publicou entrevista com Hripsime Sebilciyan, que alegava ser sobrinha de Gökçen e afirmava que a aviadora teria ascendência armênia. A tese é contestada por fontes turcas e pela irmã adotiva Ülkü Adatepe, que sustentam a origem bósnia da família.

## Legado
O Sabiha Gökçen International Airport, segundo aeroporto de Istambul, recebeu seu nome em homenagem à aviadora.